# Хар-Цви, Ронен
Ронен Хар-Цви (ивр. רונן הר צבי‎; род. 13 октября 1976, Рамат-Ган, Тель-Авивский округ) — израильский шахматист, гроссмейстер (1995). Чемпион мира среди юниоров в возрасте до 16 лет (1992).

## Биография
Начал заниматься шахматами с пяти лет с дедом, всерьёз увлёкшись этой игрой после 11 лет. В шахматы играла вся семья, старший брат Ронена также достиг хороших результатов, по словам Ронена играя на уровне 2200—2300.
В 16 лет Хар-Цви начал тренироваться у гроссмейстера Александра Хузмана. В том же году достиг рейтинга 2500 и выиграл юношеский чемпионат мира в возрастной категории до 16 лет в Дуйсбурге (Германия). В 1994 году по ходу чемпионата мира в возрастной категории до 18 лет израильтянин снялся с соревнования, отказавшись записывать ходы в субботу.
На клубных чемпионатах Европы трижды (1993, 2001—2002) представлял израильский клуб «АСА» (Тель-Авив). В 1995 году, в возрасте 18 лет, стал гроссмейстером, выполнив норму на открытом турнире в Биле (1993), соревнованиях израильской шахматной лиги 1994 года и круговом турнире клуба «АСА» (Тель-Авив) в 1995 году. В конце 1990-х и начале 2000-х годов неоднократно становился призёром командного первенства Израиля в составе сборной Тель-Авивского университета.
Параллельно с занятиями шахматами Хар-Цви сделал карьеру биржевого брокера, сначала в Израиле, а затем в США, куда переехал в 2003 году. К этому моменту он был женат на американке, от которой у него родился сын Аарон. С 2006 года Хар-Цви сотрудничает с Шахматным интернет-клубом как автор и ведущий программ. В конце первого десятилетия XXI века Хар-Цви занял место тренера по шахматам в Техасском университете в Браунсвилле. Среди шахматистов, которых он тренировал в Браунсвилле — Надя Ортис, вскоре после начала совместной работы, на шахматной олимпиаде 2010 года подтвердившая звание гроссмейстера среди женщин, и гроссмейстер среди женщин Катержина Немцова, за год работы с Хар-Цви прибавившая в рейтинге 100 очков. В 2010 году Хар-Цви привёл команду Браунсвилла ко второму месту в Кубке Президента — первенстве США среди сборных вузов, а год спустя занял с ней в этом соревновании третье место.

## Изменения рейтинга
| Графики недоступны из-за технических проблем. См. информацию на Фабрикаторе и на mediawiki.org. |

## Публикации
- Smashing the Sicilian Defense with the Smith-Morra Gambit — GM Ronen Har-zvi (Empire Chess Vol 35) by The House of Staunton, Inc. ASIN B01GDOSXIC